# Приморсько-Ахтарськ (аеродром)
Приморсько-Ахтарськ — військовий аеродром в Краснодарському краї, на північно-східній околиці міста Приморсько-Ахтарськ.

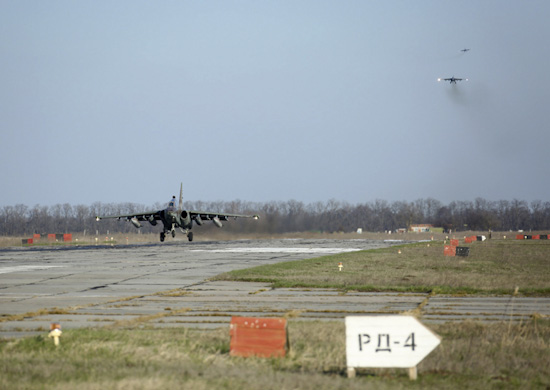
Повернення частини літаків з Хмейміму (Сирія) на авіабазу Приморсько-Ахтарськ.

На аеродромі дислокований 960-й штурмовий авіаполк, входить до складу 1-ї змішаної авіадивізії 4-ї армії ВПС і ППО. На озброєнні полку знаходяться штурмовики Су-25. До травня 1998 року полк був винищувальним і мав на озброєнні літаки МіГ-29.

### Російсько-українська війна
З 2023 року територія аеродрому використовується для запуску дронів-камікадзе «Shahed 136» по території України.
2 липня 2023 року, за повідомленнями місцевих ЗМІ, поблизу аеродрому пролунав вибух і утворилась велика вирва. Деякі ЗМІ стверджували, що нібито це місцеві системи ППО збили ракету, яка намагалася атакувати склад паливно-мастильних матеріалів на території військового аеродрому. Інші джерела цього не підтверджували.
У ніч на 2 серпня 2025 року дрони СБУ атакували військовий аеродром у Приморсько-Ахтарську. Удар дронів спричинив пожежу на території аеродрому. Саме там зберігались і запускаються ворожі дрони-камікадзе типу «Shahed» по Україні, зокрема по Запорізькій області, та регулярно атакують енергетичну й цивільну інфраструктуру України.